# Juncus heptopotamicus
Juncus heptopotamicus är en tågväxtart som beskrevs av V.I. Kreczetowicz och Nikolai Fedorovich Gontscharow. Juncus heptopotamicus ingår i släktet tåg, och familjen tågväxter. Inga underarter finns listade i Catalogue of Life.